# Parque Móvil del Estado
El Parque Móvil del Estado (PME) es un organismo público español, adscrito al Ministerio de Hacienda, responsable de la administración y gestión de los automóviles y de prestar los servicios de transporte de pasajeros de la Administración General del Estado y de los órganos constitucionales del Estado.
Este Organismo no gestiona los servicios de automovilismo de las Fuerzas Armadas, de las Fuerzas y Cuerpos de Seguridad del Estado y de la Juntas Administradoras de Vehículos y Maquinaria del Ministerio de Transportes y Movilidad Sostenible y del Ministerio para la Transición Ecológica y el Reto Demográfico, que tienen organismos propios.

## Servicios
Según dispone el artículo 4 del Real Decreto 663/2022, de 1 de agosto, el Parque Móvil del Estado administra los servicios de automovilismo de la Administración General del Estado, organismos públicos y demás entidades de Derecho Público, vinculadas o dependientes de la Administración General del Estado, así como los de los Órganos Constitucionales del Estado, cuando éstos así lo demanden.
1. De representación a los altos cargos de la Administración del Estado, y de los organismos públicos y demás entidades de Derecho Público, vinculados o dependientes de aquella, así como a los Órganos Constitucionales del Estado.
2. Los servicios generales y ordinarios que le demanden los departamentos ministeriales y demás organismos públicos de la Administración General del Estado.
3. Los servicios extraordinarios que, de manera específica y ocasional, le demanden los destinatarios de los anteriores servicios, mediante la oportuna contraprestación económica.

## Historia

### Antecedentes
Antes de la creación de este organismo, se sabe poco de cómo se gestionaban los vehículos a disposición de los ministerios. Sí se sabe que, desde principios de la década de 1920, el comandante e ingeniero industrial Julio Álvarez Cerón, fue el responsable de los vehículos que poseía la Dirección General de Seguridad y de algunos otros departamentos ministeriales. A finales de la década, el Parque Móvil de entonces contaba con apenas un centenar de vehículos.

### Parque Móvil de Ministerios Civiles, Vigilancia y Seguridad
Durante la Segunda República, el Parque Móvil en los ministerios civiles se disparó, con más de medio millar de vehículos tanto para los altos funcionarios del Gobierno, como para la Administración de Justicia.
Por este motivo, siendo presidente de la República Niceto Alcalá-Zamora y, a propuesta del presidente del Consejo de Ministros y ministro de Hacienda, Joaquín Chapaprieta, se aprobó el Decreto de 28 de septiembre de 1935, que creó el organismo actual con la denominación de Parque Móvil de Ministerios Civiles, Vigilancia y Seguridad (PMMCVS), coexistiendo con los de Guerra y Marina y de la Guardia Civil, e integrado en el Ministerio de la Gobernación. Más tarde, fue regulado por Decreto de 9 de marzo de 1940, configurándolo como el Organismo del Estado en el que se concentran los servicios de automovilismo de todos los departamentos civiles, excepto los servicios provinciales de Obras Públicas.
Entre los años 1940 y 1950, se construyó la actual sede del Organismo, obra del arquitecto Ambrosio Arroyo Alonso y ubicada en la Calle de Cea Bermúdez de Madrid, así como se realizan las primeras subastas de automóviles para desprenderse de los anticuados vehículos del Parque Móvil. También se construyó, de la mano del extinto Instituto Nacional de la Vivienda, un bloque de viviendas para los empleados del Organismo en el barrio de San Cristóbal. Con la fundación de la SEAT en 1950, sus modelos se utilizaron como coches oficiales.

### Parque Móvil Ministerial
Posteriormente, el Decreto 2764/1967, de 23 de noviembre, cambió su adscripción orgánica, pasando a depender de la Dirección General del Patrimonio del Estado del Ministerio de Hacienda, a la vez que impulsaba el proceso de concentración de los servicios automovilísticos del Estado, mientras el Decreto 151/1968, de 25 de enero, pasa a denominarlo Parque Móvil Ministerial (PMM).
Ya en democracia, el Parque Móvil Ministerial se reguló por el Real Decreto 280/1987, de 30 de enero, y posteriormente por la Ley 50/1998, de 30 de diciembre, de Medidas Fiscales, Administrativas y del Orden Social, que lo configuraban como un organismo autónomo de carácter comercial, adscrito al Ministerio de Hacienda a través de la Subsecretaría del Departamento. 
Unos años antes, en 1983, se nombró al primer civil para dirigir el Organismo, Eduardo Díaz Romón, y se incorporaron las primeras muejeres conductoras: Paula Hernando Ruiz (1988) y Arlestina Sánchez Medel (1991).

### Parque Móvil del Estado
A raíz de las sugerencias de reestructuración y modernización realizadas por el Tribunal de Cuentas en la década de 1990, se aprobó el Real Decreto 146/1999, de 29 de enero, que dio al Organismo su denominación actual, Parque Móvil del Estado (PME), y transformó su naturaleza, estructura, competencias y funciones, así como el Real Decreto 1163/1999, de 2 de julio, que integró las Delegaciones Territoriales y Parques Provinciales en las Delegaciones y Subdelegaciones del Gobierno.
Por Real Decreto 1527/2012, de 8 de noviembre, se reforma el decreto de 199 para determinar con mayor precisión y rigor la gestión de los servicios automovilísticos, para incidir en una mejor consecución de los objetivos básicos que le atribuye el mencionado Real Decreto y acorde con las exigencias actuales de eficiencia y racionalización en su administración de la flota oficial; igualmente se atribuye mayor autonomía de decisión al Consejo Rector del PME. La Disposición Final Decimocuarta de la Ley 17/2012, de PGE para el ejercicio 2013 pone fin a la vigencia de las operaciones comerciales, ordenando su integración a partir del 1 de enero de 2014 en los correspondientes estados de gastos e ingresos de los Presupuestos Generales del Estado. La Orden HAP/149/2013, de 29 de enero, regula los servicios de automovilismo que presta el Parque Móvil del Estado y las unidades del Parque Móvil integradas en las Delegaciones del Gobierno, Subdelegaciones del Gobierno y Direcciones Insulares. 
La Ley 15/2014 de 16 de septiembre, de Racionalización del Sector Público y otras medidas de reforma administrativa, en su disposición adicional décima crea el Registro de Vehículos del Sector Público Estatal, con el objeto de agrupar y unificar en un solo archivo todos los vehículos pertenecientes a dicho sector, lo que permitirá racionalizar su gestión y control.
En agosto de 2022 el Consejo de Ministros aprobó el Real Decreto 663/2022, de 1 de agostó, que actualizó los Estatutos agrupando en una única norma toda legislación derivada que se había aprobado desde 1999.

## Estructura
Su estructura y funcionamiento están regulados por el Real Decreto 663/2022, de 1 de agosto y por el Real Decreto 1163/1999, de 2 de julio.
El organigrama del Parque Móvil del Estado consta de:
- El Presidente. El presidente del Organismo, que lo es también del Consejo Rector, ostenta la representación del mismo. Ejerce como presidente el titular de la Subsecretaría de Hacienda.
- El Consejo Rector. Es el órgano colegiado de gobierno del Parque Móvil. Se compone de doce vocales más el secretario del mismo.
- El director general. El director general, que es el vicepresidente del Consejo Rector, es el órgano ejecutivo del Organismo y de él dependen los órganos directivos.
  - La Secretaría General. Es responsable de la gestión de la seguridad, régimen interior, patrimonio, obras y mantenimiento de inmuebles, informática, políticas ambientales y publicaciones.
  - La Subdirección General de Movilidad Oficial. Asume la planificación y ordenación de los servicios automovilísticos, así como de las inversiones en vehículos y repuestos, el mantenimiento y reparación de la flota y la gestión de la electrolinera.
  - La Subdirección General de Gestión Económica. Se encarga de la gestión económico-financiera del Organismo.
  - La Subdirección General de Recursos Humanos. Es responsable de todas las competencias relativas al personal.

Los servicios periféricos del PME se encuentran integrados en las Delegaciones y Subdelegaciones del Gobierno, de las que dependen orgánicamente. No obstante, funcionalmente mantienen la relación con el Parque Móvil del Estado, a través de una Comisión de Coordinación.

## Sede
La sede se sitúo en la calle Cea Bermúdez, ocupando una parcela de 26.700 metros cuadrados (superficie parecida a la del Estadio Santiago Bernabéu y la mitad de lo que ocupa el Palacio de la Moncloa).

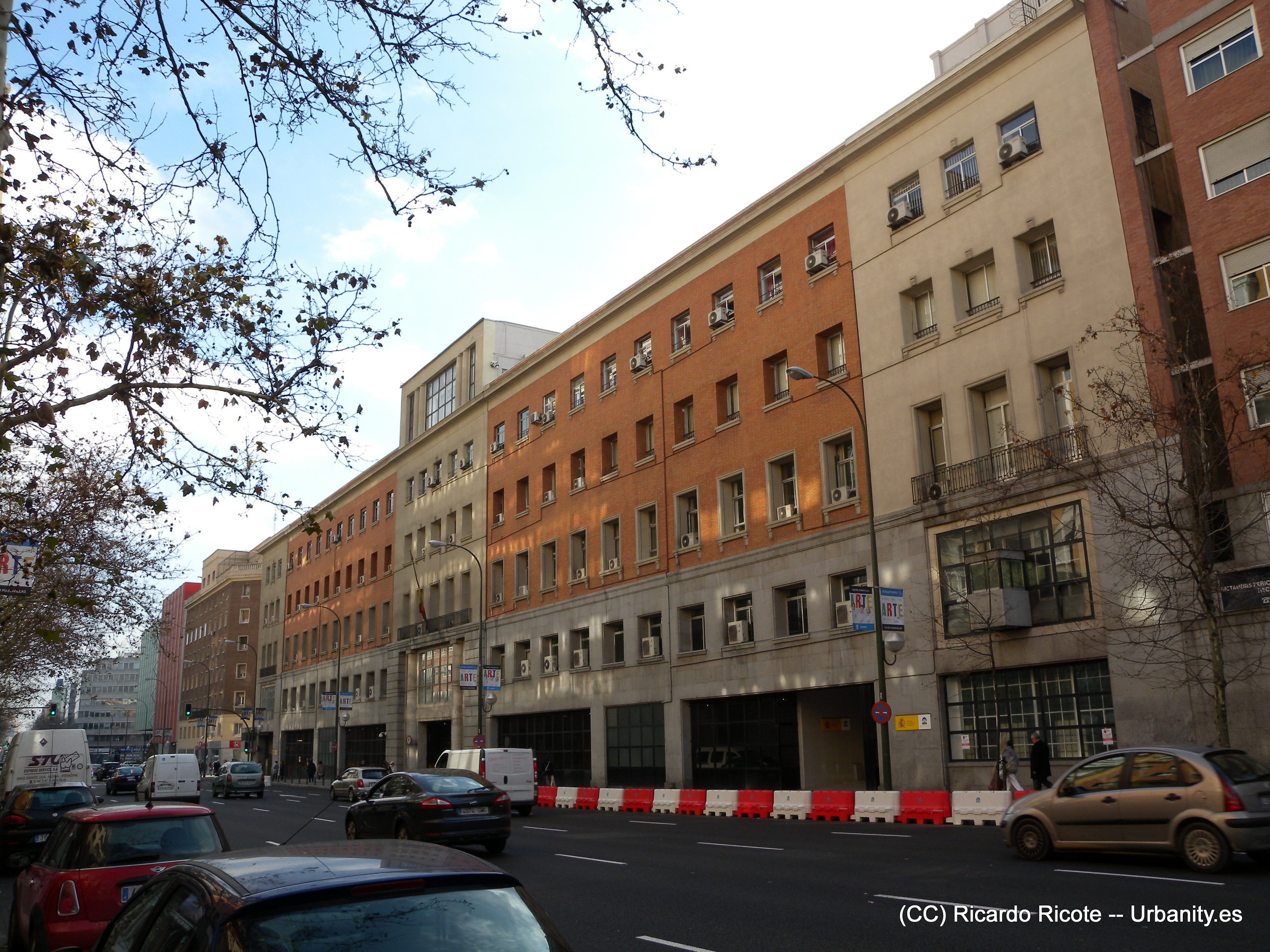
Sede central de Madrid.

La construcción está distribuida en seis plantas sobre rasante (oficinas) y una planta en sótano, la superficie total construida es aproximadamente de 70.000 m². Los usos a que se destina el inmueble del PME se distinguen para cada uno de los tres edificios que existen en: administrativo, aparcamiento y taller de repuestos. No obstante el garaje consta de una planta sobre rasante y un taller. El taller es una gran nave de una sola planta con techo en forma de dientes de serrucho, típico de la arquitectura industrial. De esta forma se conseguía crear grandes espacios y una mayor entrada de luz en los talleres o fábricas.
Levantado sobre los terrenos del antiguo Cementerio de la Patriarcal, destaca la configuración urbanística del recinto, concebido como una pequeña ciudad autosuficiente —con sus propias dotaciones deportivas, comerciales, escolares, recreativas y religiosas—, que se hace permeable a la ciudad en la plaza donde se levanta la iglesia parroquial de San Cristóbal y San Rafael. Es un ejemplo del llamado «paternalismo industrial» consistente en la construcción de poblados para los trabajadores en torno a las instalaciones fabriles o mineras donde prestaban sus servicios”.
El inmueble alberga un mural de Germán Calvo, titulado Los oficios del automóvil, pintado en 1951. Mide 26 metros de largo por 1,6 de alto, y representa las distintas escenas de los oficios: tapicería, carpintería –antiguamente los vehículos eran de madera-, construcción del parque móvil, el estudio del arquitecto, la soldadura y, por último, la pintura. Este mural es «posiblemente la única réplica en contenido y tamaño de los célebres murales industriales que [el muralista mexicano] Diego Rivera pintó a principios de los años treinta en las factorías automovilísticas de Ford y General Motors, en la ciudad norteamericana de Detroit».
A raíz del 80 aniversario del PME, del 10 de julio al 30 de septiembre de 2015, se realizó una exposición donde se pudo contemplar una gran muestra de vehículos históricos así como herramientas y utensilios relacionados con su mantenimiento. Correos celebró la efemérides lanzando un sello conmemorativo el 1 de julio de ese año con un valor facial de 1,15€ y una tirada de 200 000 unidades.

## Directores
| N.º  | Nombre                        | Mandato   | Profesión                        | Ref.   |
| ---- | ----------------------------- | --------- | -------------------------------- | ------ |
| 1.º  | Julio Álvarez Cerón           | 1935-1938 | Ingeniero militar                | [ 4 ]  |
| 2.º  | Jesús Prieto Rincón           | 1939-1968 | Ingeniero militar                | [ 4 ]  |
| 3.º  | Ricardo Goytre Bayo           | 1968-1977 | Ingeniero militar                | [ 4 ]  |
| 4.º  | Vicente José Ausín Martínez   | 1977-1979 | Ingeniero militar                | [ 4 ]  |
| 5.º  | Antonio Vera López            | 1979-1983 | Ingeniero militar                | [ 4 ]  |
| 6.º  | Eduardo Díaz Romón            | 1983-1986 | Interventor territorial          | [ 4 ]  |
| 7.º  | Domingo Sierra Sánchez        | 1986-1992 | Administrador Civil del Estado   | [ 4 ]  |
| 8.º  | Juan Alarcón Montoya          | 1992-1996 | Administrador Civil del Estado   | [ 4 ]  |
| 9.º  | Julián Pombo Garzón           | 1996-1997 | Inspector de Finanzas del Estado | [ 4 ]  |
| 10.º | Miguel Ángel Cepeda Caro      | 1997-2000 | Interventor-Auditor del Estado   | [ 17 ] |
| 11.º | Pablo Fernández García        | 2000-2005 | Administrador Civil del Estado   | [ 18 ] |
| 12.º | José Carlos Fernández Cabrera | 2005-2008 | Inspector de Hacienda            | [ 19 ] |
| 13.ª | Eva García Muntaner           | 2008-2012 | Inspectora de Hacienda           | [ 20 ] |
| 14.º | Miguel Ángel Cepeda Caro      | 2012-act. | Interventor-Auditor del Estado   | [ 17 ] |

## Estadísticas
A 31 de diciembre de 2024, el PME contaba con un total de 649 vehículos en servicio (678 en 2023), que recorrieron casi 6,6 millones de kilómetros consumiendo 334 350 litros de combustible y recargando 226 706 kWh en la electrolinera del PME, y empleaba 913 personas de los que 804 eran conductores (845 en 2023) que representan un 88,06% sobre el total.

### Flota actual
A 31 de diciembre de 2024, el PME era propietario de 649 vehículos oficiales (542 de ellos eléctricos), a saber:
| Vehículo                                                       | Tipo                           | Matriculación                  | Cantidad                   |
| Casa de Su Majestad el Rey                                     | Casa de Su Majestad el Rey     | Casa de Su Majestad el Rey     | Casa de Su Majestad el Rey |
| -------------------------------------------------------------- | ------------------------------ | ------------------------------ | -------------------------- |
| Mercedes-Benz S 600                                            | Turismo blindado               | 2003-2019                      | 6                          |
| Mercedes-Benz 416 CDI/BUS                                      | Microbús                       | 2003-2005                      | 2                          |
| Mercedes-Benz 413 CDI                                          | Furgoneta                      | 2003                           | 1                          |
| Renault ZOE                                                    | Turismo                        | 2018-2021                      | 7                          |
| Ford Mondeo                                                    | Turismo                        | 2018-2021                      | 3                          |
| Toyota Prius Hybrid                                            | Turismo                        | 2019                           | 19                         |
| Mercedes-Benz Vito 114                                         | Monovolumen                    | 2020                           | 4                          |
| Ford Kuga                                                      | Turismo                        | 2021                           | 1                          |
| Total Casa Real                                                | Total Casa Real                | Total Casa Real                | 43                         |
| Presidencia del Gobierno                                       |                                |                                |                            |
| Audi A6                                                        | Turismo blindado               | 2003-2008                      | 3                          |
| Toyota Prius Hybrid                                            | Turismo                        | 2006-2019                      | 20                         |
| Honda NSS250X                                                  | Motocicleta                    | 2007                           | 5                          |
| Peugeot 407 Sport                                              | Turismo                        | 2009                           | 2                          |
| Audi A8                                                        | Turismo blindado               | 2017                           | 1                          |
| Renault ZOE                                                    | Turismo                        | 2018-2021                      | 14                         |
| Ford Mondeo                                                    | Turismo                        | 2018-2021                      | 15                         |
| Ford Kuga                                                      | Turismo                        | 2021                           | 1                          |
| Renault Kangoo                                                 | Furgoneta                      | 2021                           | 2                          |
| Renault Mégane Sport Tourer Híbrido                            | Turismo                        | 2022                           | 1                          |
| Citroën C8 20HDI 138 FP P                                      | Monovolumen                    | 2009                           | 1                          |
| Nissan Leaf 40 kWh                                             | Turismo                        | 2022                           | 3                          |
| Total Presidencia del Gobierno                                 | Total Presidencia del Gobierno | Total Presidencia del Gobierno | 68                         |
| Ministerios, órganos constitucionales y resto del Parque Móvil |                                |                                |                            |
| Mercedes-Benz 814 D                                            | Camión/Grúa                    | 1997                           | 1                          |
| Mercedes-Benz Vito 111                                         | Furgoneta                      | 2003                           | 2                          |
| Mercedes-Benz Vito 114                                         | Monovolumen                    | 2003-2023                      | 5                          |
| Audi A6                                                        | Turismo                        | 2003-2024                      | 15                         |
| Mercedes-Benz S 500                                            | Turismo blindado               | 2003-2004                      | 2                          |
| Toyota Prius Hybrid                                            | Turismo                        | 2006-2019                      | 113                        |
| Honda NSS250X                                                  | Motocicleta                    | 2007                           | 15                         |
| Mercedes-Benz 211 CDI                                          | Furgoneta                      | 2007                           | 3                          |
| Peugeot Partner FG170C H                                       | Furgoneta                      | 2007                           | 6                          |
| BMW 760LI                                                      | Turismo blindado               | 2007                           | 2                          |
| Lancia Phedra                                                  | Turismo                        | 2007                           | 3                          |
| Peugeot 407 Premium/Sport                                      | Turismo                        | 2008-2009                      | 15                         |
| Ford Mondeo                                                    | Turismo                        | 2009-2021                      | 175                        |
| Mercedes-Benz 515 CDI/STRADA                                   | Microbús                       | 2009                           | 1                          |
| Citroën C8 20HDI 138 FP P                                      | Monovolumen                    | 2009                           | 2                          |
| Renault ZOE                                                    | Turismo                        | 2018-2021                      | 52                         |
| Iveco Crossway                                                 | Autobús                        | 2019                           | 1                          |
| Volkswagen Caddy                                               | Furgoneta                      | 2020                           | 1                          |
| Ford Kuga                                                      | Turismo                        | 2021                           | 1                          |
| Renault Kangoo                                                 | Furgoneta                      | 2021                           | 8                          |
| Renault Captur                                                 | Turismo                        | 2021                           | 4                          |
| Mitsubishi Outlander                                           | Turismo todoterreno            | 2021                           | 2                          |
| Nissan Leaf 40 kWh                                             | Turismo                        | 2022                           | 97                         |
| Škoda Superb                                                   | Turismo                        | 2023                           | 10                         |
| Mercedes-Benz eVito Tourer                                     | Monovolumen                    | 2023                           | 2                          |
| Total resto de la flota                                        | Total resto de la flota        | Total resto de la flota        | 538                        |
| TOTAL PME                                                      | TOTAL PME                      | TOTAL PME                      | 649                        |